# Тлоке Науаке
Тлокенауаке, Тлоке Науаке (аст. Tloquenahuaque) — в мифологии ацтеков верховный бог созидания; первоначально один из эпитетов бога-творца Тонакатекутли или бога огня Шиутекутли. Имя в разных источниках истолковывается как «Тот, кто содержит всё в себе» или «Владыка близкого соседства». По свидетельствам испанцев, этому божеству не строили храмов, не воздвигали идолов и не приносили жертв. Также носил имя Ипальнемоуани — «Тот, кем мы все живём». Мигель Леон-Портилья считает имя «Ометеотль» эпитетом гипотетического божеств Ометеотля.
Культ Тлоке Науаке как единого божества (см. жреческая школа Тескоко) вытеснял традиционный пантеон и играл ведущую роль в идеологии и философии тламатиниме.
К Тлоке Науаке обращался в своих стихах Несауалькойотль: «Нет у Тебя друзей, о Единственный…». 

## Первоисточники
- Пресвитер Хуан; Антонио Перес; фрай Педро де лос Риос (глоссы). Мексиканская рукопись 385 «Кодекс Теллериано-Ременсис» (с дополнениями из Кодекса Риос) / Ред. и пер. С. А. Куприенко, В. Н. Талах. — Киев: Видавець Купрієнко С.А., 2013. — 317 с. — ISBN 978-617-7085-06-4.